# Madeleine Vionnet
Madeleine Vionnet (Chilleurs-aux-Bois, 22 giugno 1876 – Parigi, 2 marzo 1975) è stata una stilista francese, creatrice di una delle più prestigiose maison di alta moda dell'intera Francia (la Maison Vionnet), che la pone tra i precursori della rivoluzione della moda del XX secolo, attraverso il processo di liberazione della donna dai paludamenti ottocenteschi dei corpetti e dei gonnelloni fissati con stecche di balena.

## Biografia

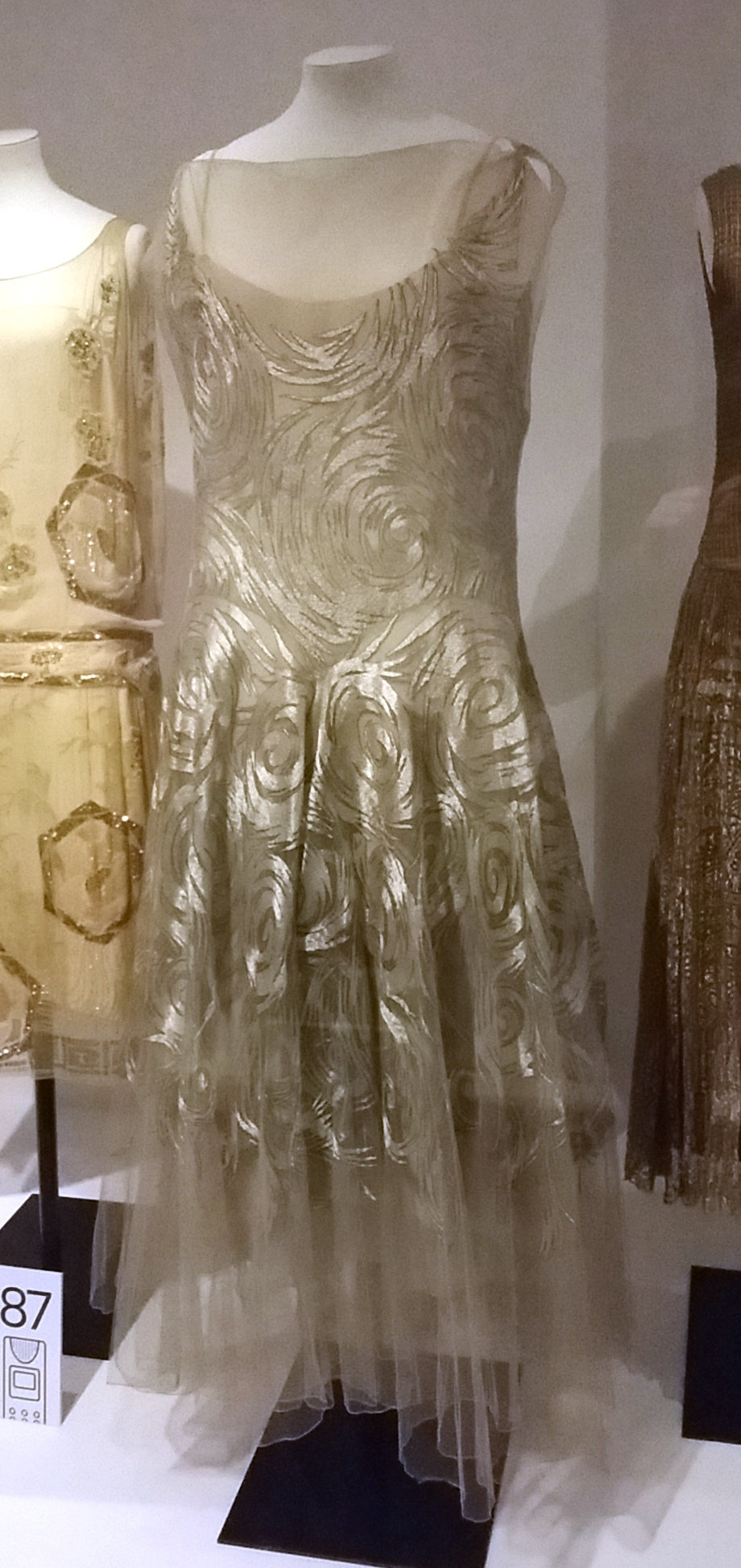
Creazione di Madeleine Vionnet: abito da sera a rete con gonna a ruota, ricamato con filo di seta (1931 circa)

Figlia di Abel Vionnet, un doganiere originario del Giura, Madeleine fu abbandonata dalla madre quando era ancora bambina. Trasferitasi con il padre, in cerca di opportunità di lavoro, ad Aubervilliers presso Parigi, lasciò la scuola a soli dieci anni ed entrò in una maison de couture dove lavorava la moglie di un amico del padre. Sposatasi a diciotto anni, si trasferì in Inghilterra a lavorare per Kate Reilly che fabbricava abiti per la corte inglese. Tornata a Parigi entrò in contatto con Madame Gerber, una delle tre sorelle a cui faceva capo la maison Callot Soeurs, all'epoca tra le più importanti della Francia.
Acquisita esperienza, fondò nel 1912 una propria casa di moda che venne incontro alle esigenze di abbigliamento d'alta moda della nobiltà europea e dell'alta borghesia, oltre che dei latifondisti sudamericani (al punto che definì le mogli dei produttori di zucchero cubani le sue migliori clienti ai primi del '900). La sua abitazione, nella quale si ospitava anche la sua manifattura, fu in seguito adibita a museo della moda. Venne intervistata dallo scrittore Bruce Chatwin poco prima di morire; un resoconto di questo incontro è rintracciabile in Che ci faccio qui? dello stesso autore, estratto da Vogue, per il quale lavorava Chatwin all'epoca.
Il contributo più importante di Madeleine Vionnet alla moda è dato dall'uso innovativo del taglio in sbieco, ossia in diagonale a 45° rispetto al verso della trama e dell'ordito, per il quale la stilista adoperò un sistema per tutelare il proprio diritto d'autore. Questa tecnica modellistica rivoluzionerà il modo di vedere il corpo femminile che nei primi decenni del '900 si era già modificato con l'abbandono del busto e l'usanza di fare sport già da giovanissime. La tecnica del taglio in sbieco è usatissima ancora oggi, permette di creare abiti dalle linee aderenti, sfruttando il suo potenziale elastico e quindi di esaltare le forme femminili.
I famosi abiti a sirena dalle linee fluide che abbiamo visto indossati dalle dive di Hollywood degli anni '30 e '40 sono sicuramente un esempio tangibile del contributo di Vionnet alla moda.
Tutt'oggi molti creatori di moda si ispirano alle creazioni Vionnet, ma la sua tecnica elaborata è quasi impossibile da riprodurre in quanto Madeleine Vionnet sperimentava e costruiva i suoi abiti su di un manichino di 80 cm, circa metà delle dimensioni effettive, per poi riprodurre il risultato nelle misure reali di una mannequin.
Talune creazioni però richiedevano tessuti realizzati appositamente per lei in altezze oggi improducibili proprio per l'utilizzo del tessuto in sbieco. Molte delle creazioni Vionnet degli anni '30 (firmate anche con Maison Universal) hanno costruzioni talmente elaborate da risultare irriproducibili anche dalla più abile delle modelliste. Infatti talvolta era la stessa Madeleine che si recava presso le sue clienti per vestirle poiché alcune creazioni erano complicate da indossare.
Recentemente è stata ritrovata una creazione Vionnet ed è stato richiesto l'aiuto dello stilista Azzedine Alaïa per ricostruire l'abito su manichino.
Alaia ha impiegato molto tempo per capire come fosse originariamente ma il risultato è una delle più belle e significative creazioni Vionnet. La guerra farà chiudere molte case di moda e fra queste chiuderà anche quella di Madeleine Vionnet che morirà povera a 99 anni. Ma il suo nome, la sua creatività e il suo grande contributo alla esaltazione della bellezza del corpo femminile non è stato dimenticato, infatti recentemente è stato rilevato il marchio e sono già in circolazione nuove creazioni in stile Vionnet.